# 新加坡海滩列表

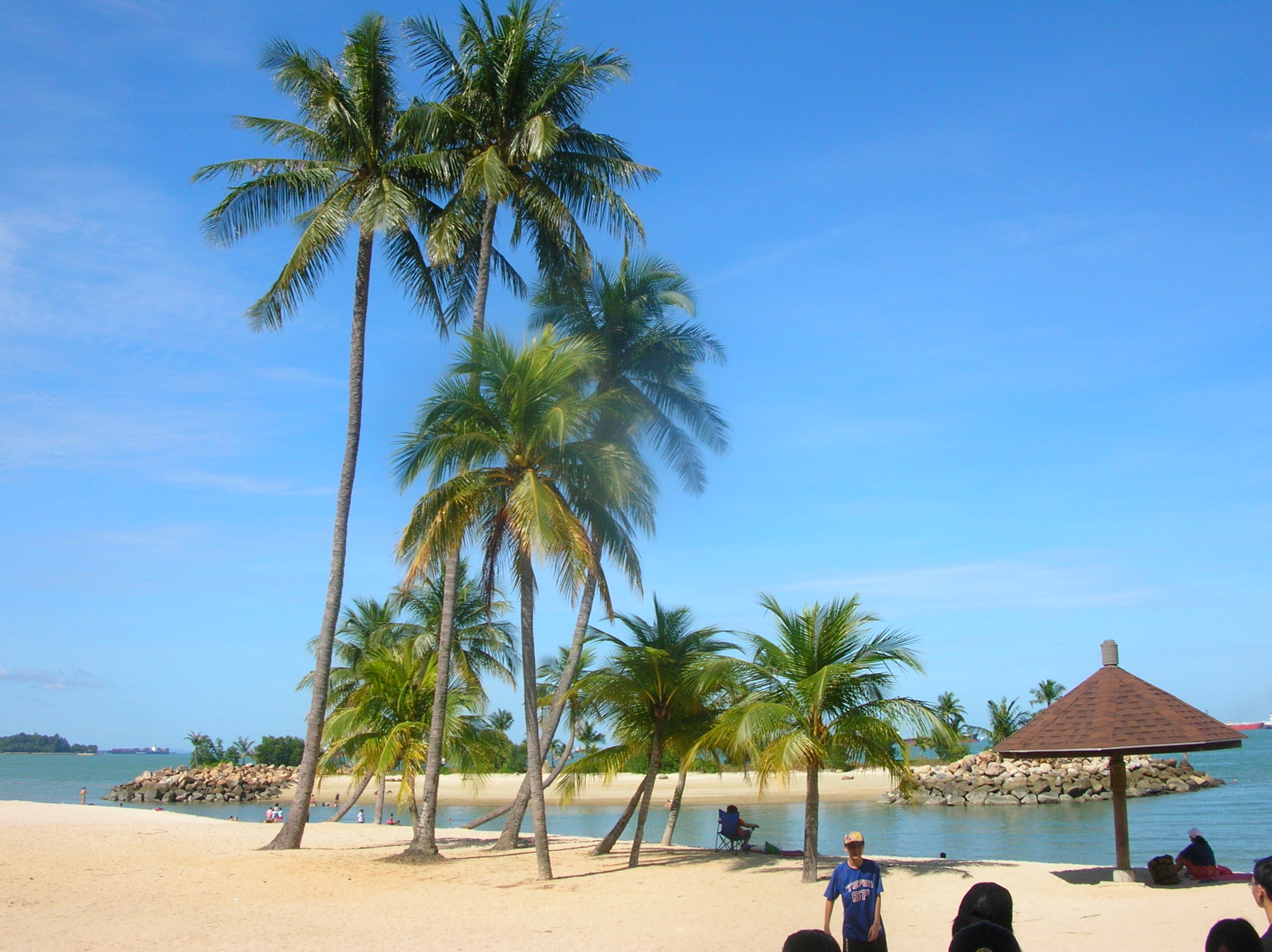
圣淘沙岛丹戎海滩边的棕榈树

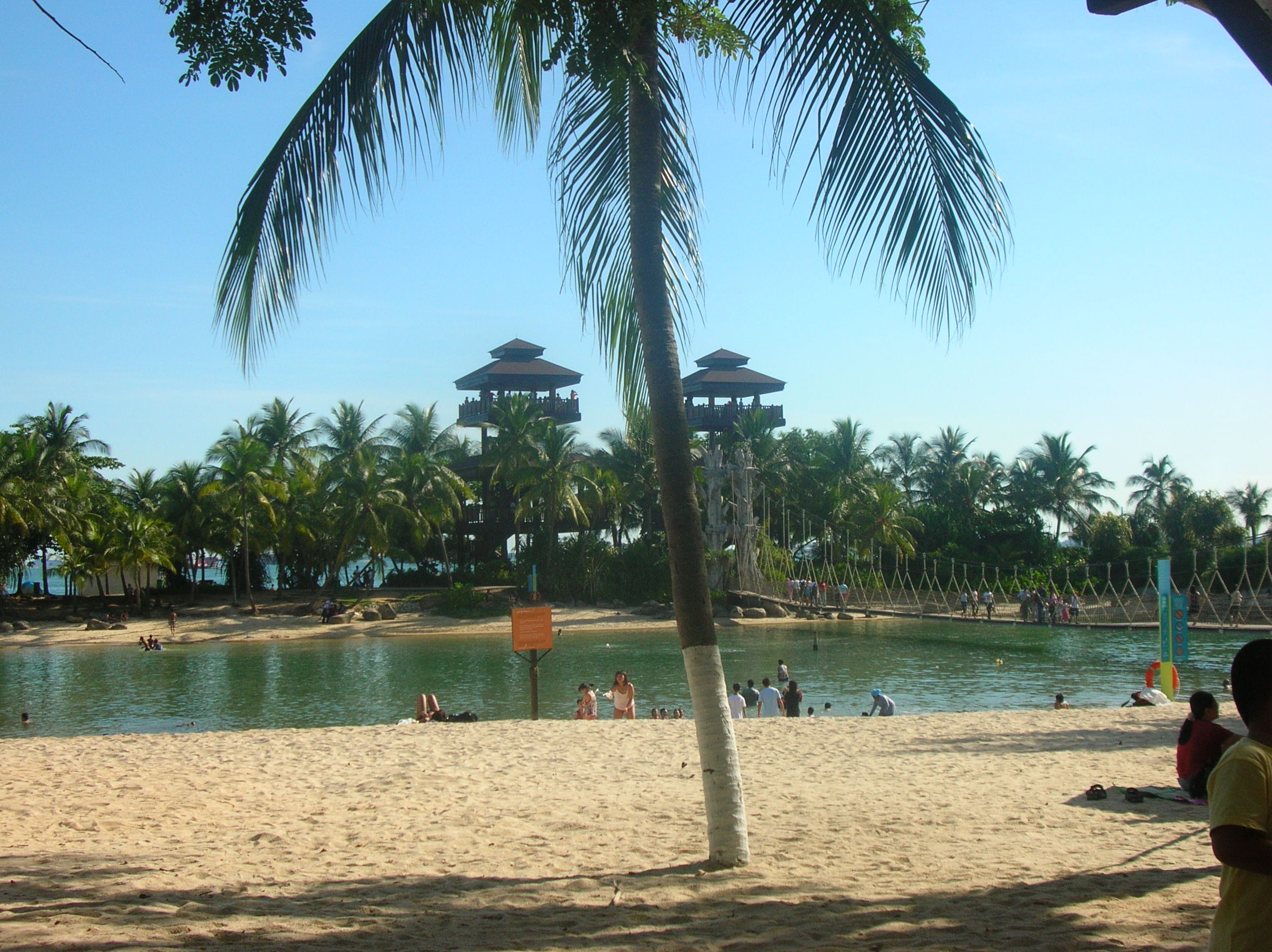
圣淘沙岛的最南端，通过一座桥与巴拉湾海滩相连。

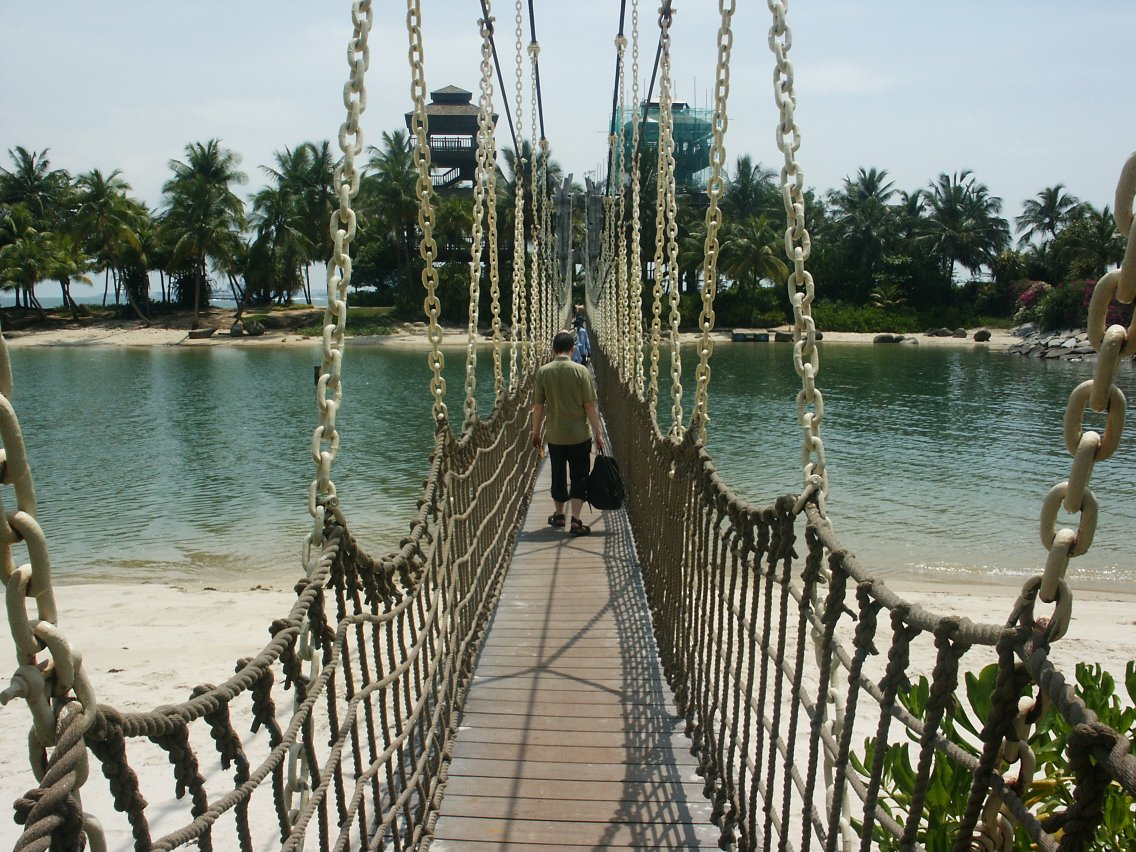
圣淘沙岛的最南端，通过一座桥与巴拉湾海滩相连。

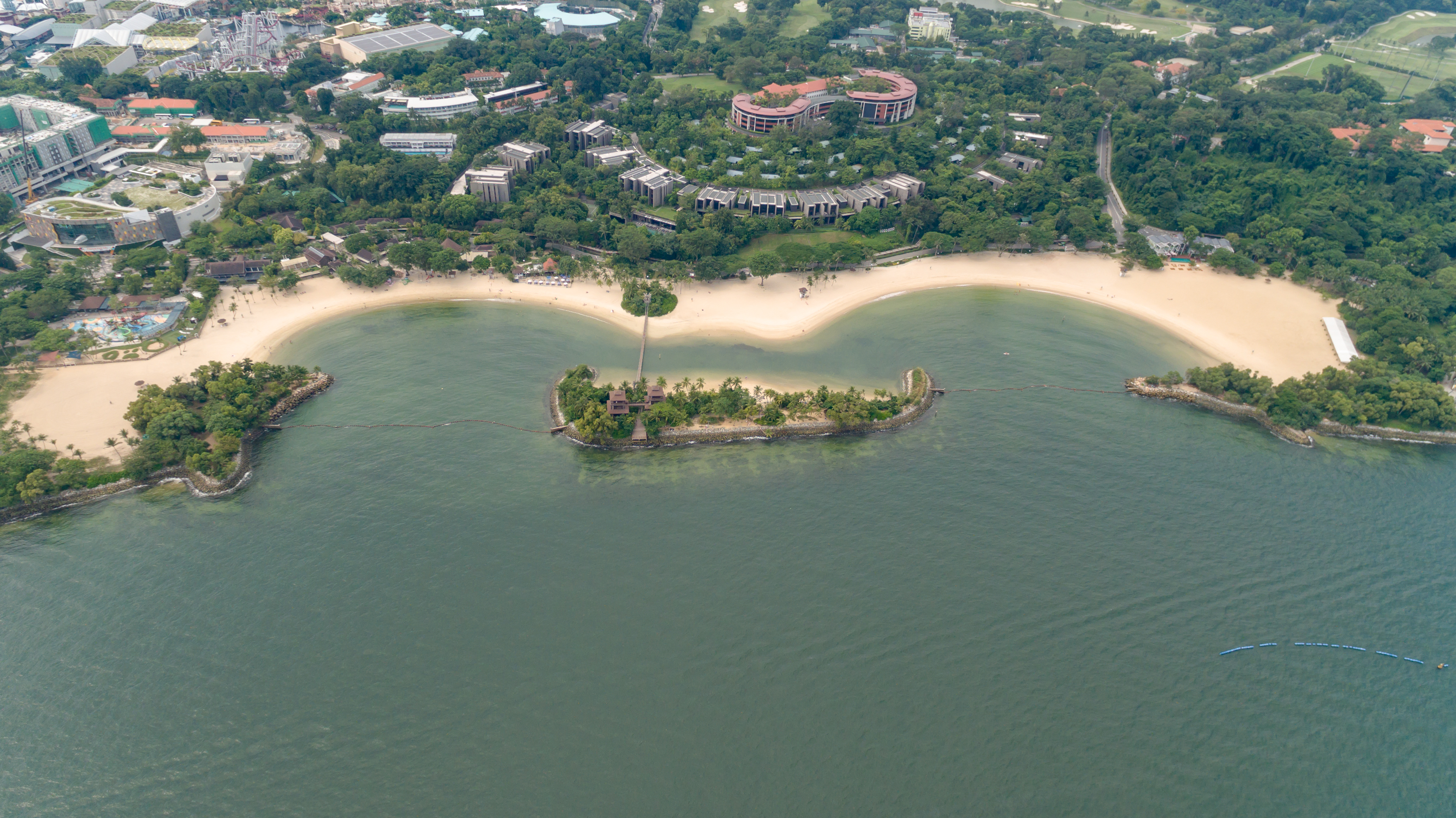
圣淘沙巴拉湾海滩航拍照

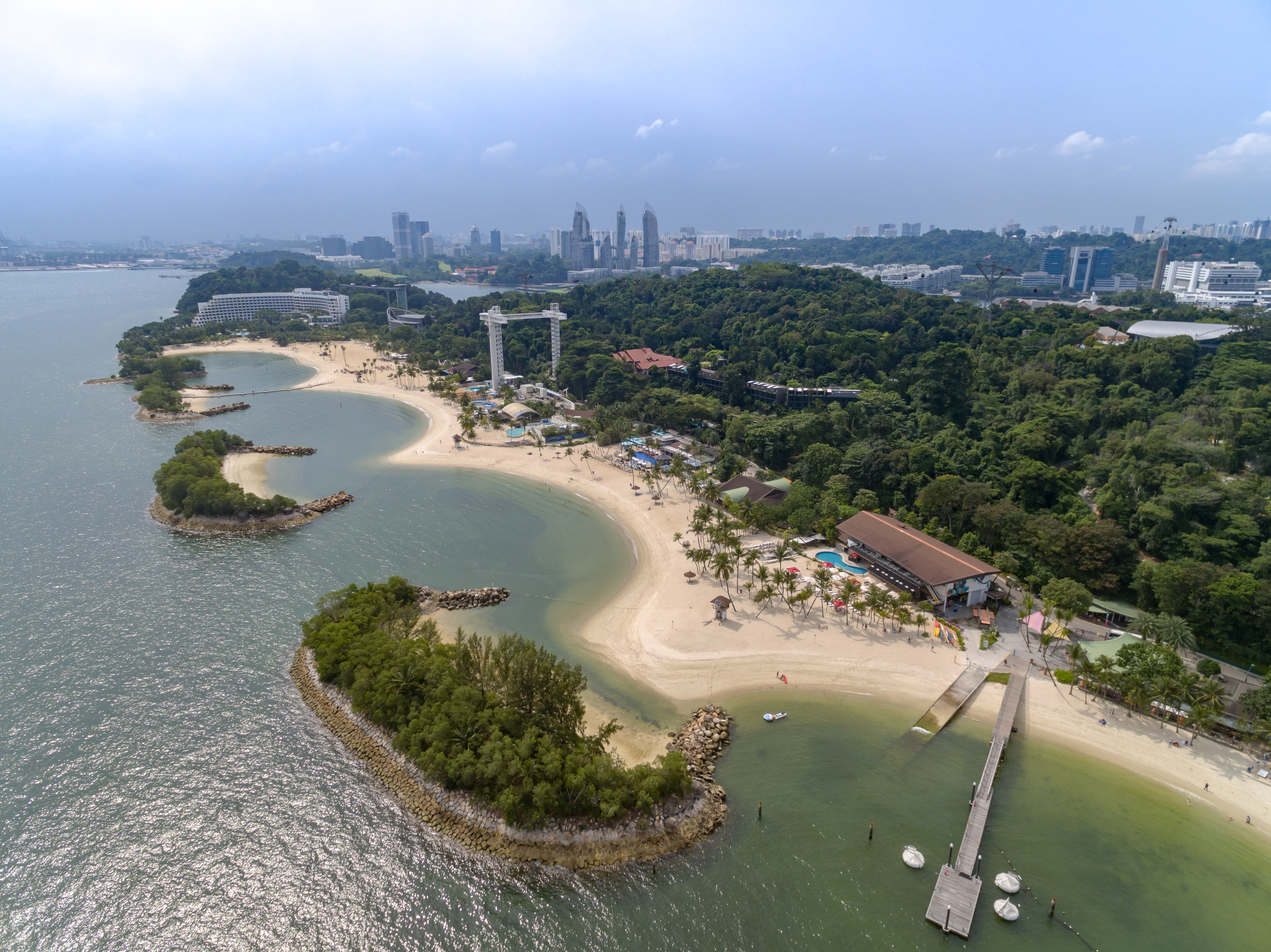
圣淘沙西乐索海滩航拍照

以下为新加坡的海滩列表。尽管新加坡实际上是一个由岛屿组成的群岛国家，但与两个世纪前的海滩分布与质量相比，其如今的海滩状况和面积已大不如前。高速的城市化进程和大量的土地需求迫使大多数天然海滩由于填海造陆而消失。
现如今新加坡国内的大多数海滩都是人造的，一般位于填海造陆的边缘，而最长的海滩则位于东海岸公园沿岸。樟宜海滩的北端拥有新加坡最古老的天然形成的海滩段之一。

## 本岛
- 东海岸公园海滩
- 三巴旺公园海滩
- 西海岸公园海滩
- 巴西立公园海滩
- 樟宜海滩公园
- 榜鹅海滩（二战大屠杀现场）

## 外岛

### 圣淘沙岛
- 巴拉湾海滩
- 西乐索海滩
- 丹戎海滩

### 乌敏岛
- 乌敏岛海滩

### 龟屿
- 龟屿海滩